# Théorème des fermés emboîtés
En mathématiques, plus précisément en topologie, le théorème des fermés emboîtés affirme que si un espace métrique (E, d) est complet alors, pour toute suite décroissante de fermés non vides Fn de E dont le diamètre tend vers zéro, l'intersection des Fn est un singleton.
La réciproque de ce théorème est vraie : si un espace métrique vérifie la propriété des fermés emboîtés alors il est complet. En effet, pour toute suite x, l'intersection des fermés emboîtés {xn | n ≥ N}  est l'ensemble des valeurs d'adhérence de x, et la suite est de Cauchy si et seulement si la suite de leurs diamètres tend vers 0. Par conséquent, si l'espace vérifie la propriété des fermés emboîtés, alors toute suite de Cauchy possède une valeur d'adhérence, donc converge.
Lorsque E = ℝ et les fermés sont des intervalles fermés, le théorème prend la forme suivante : soit [an, bn] une suite décroissante de segments de ℝ tels que bn – an tende vers zéro, alors l'intersection des segments [an, bn] est un singleton. Ce corollaire particulier est connu sous le nom de théorème des segments emboîtés. 
On peut prouver, directement, ce cas particulier du théorème des fermés emboîtés, en remarquant que les suites (an) et (bn) sont alors adjacentes.
Dans un espace complet quelconque, l'hypothèse que les diamètres sont seulement finis (sans tendre vers 0) ne suffirait pas pour que l'intersection soit non vide (voir la démonstration du théorème de Riesz). Mais dans un espace euclidien, toute intersection d'une suite décroissante de fermés bornés non vides est non vide car ce sont des compacts, ce qui permet d'appliquer le théorème des compacts emboîtés.
Remarque : on peut se servir de ce théorème pour démontrer que tout espace complètement métrisable est de Baire,.